# Звенигородская обсерватория
Звенигоро́дская обсервато́рия — астрономическая обсерватория Института астрономии РАН.

## Общие сведения
Полное официальное наименование — «Звенигородская обсерватория Института астрономии Российской академии наук». Название установлено с 1996 года. Также встречается аббревиатура ЗНБ, что означает Звенигородская наблюдательная база или Звенигородская научная база) — астрономическая обсерватория Института астрономии Российской академии наук, расположенная в Подмосковье недалеко от г. Звенигород (село Луцино). Нередко её именуют Наблюдательной станцией. В Центре малых планет ей присвоен код «102». В сети наблюдателей ИСЗ обсерватория имеет код «10017».

## История обсерватории
Обсерватория была создана в рамках развёртывания широкой сети станций наблюдения за искусственными спутниками Земли (ИСЗ).
В 1958 году она была расположена на бывшей территории Института прикладной геофизики у деревни Новошихово, а в 1964 году переместилась на постоянное место — напротив села Луцино, в 12 км от Звенигорода.
В 1971 г. вступила в строй самая большая в мире спутниковая камера ВАУ. Камера ВАУ — единственная в мире, способная проводить массовые наблюдения геостационарных спутников (ГСС).
В 1973 г. в новой башне с 8-метровым куполом был установлен 40-см астрограф Carl Zeiss Jena (рус. «К. Цейс, Йена»). С 1995 г. работает первая в России станция глобальной позиционной системы (GPS), включенная в оперативную сеть Международной геодезической службы.
С 1991 года по настоящее время на территории ЗНБ арендует участок с куполом обсерватории Московский городской дворец детского (юношеского) творчества (МГДД(Ю)Т). Ранее МГДД(Ю)Т принадлежал Цейс-600, но в 2006 году был проведён обмен, в ходе которого Дворцу отошёл 40-см астрограф, а ИНАСАН — Цейс-600. Первые три Астрофеста проходили на территории ЗНБ. В Звенигородской обсерватории с 2006 года располагается загородная обсерватория Московского астрономического клуба (МАК).
С 2009 года в начале апреля обсерватория традиционно проводит дни открытых дверей.

## Тематика работы обсерватории

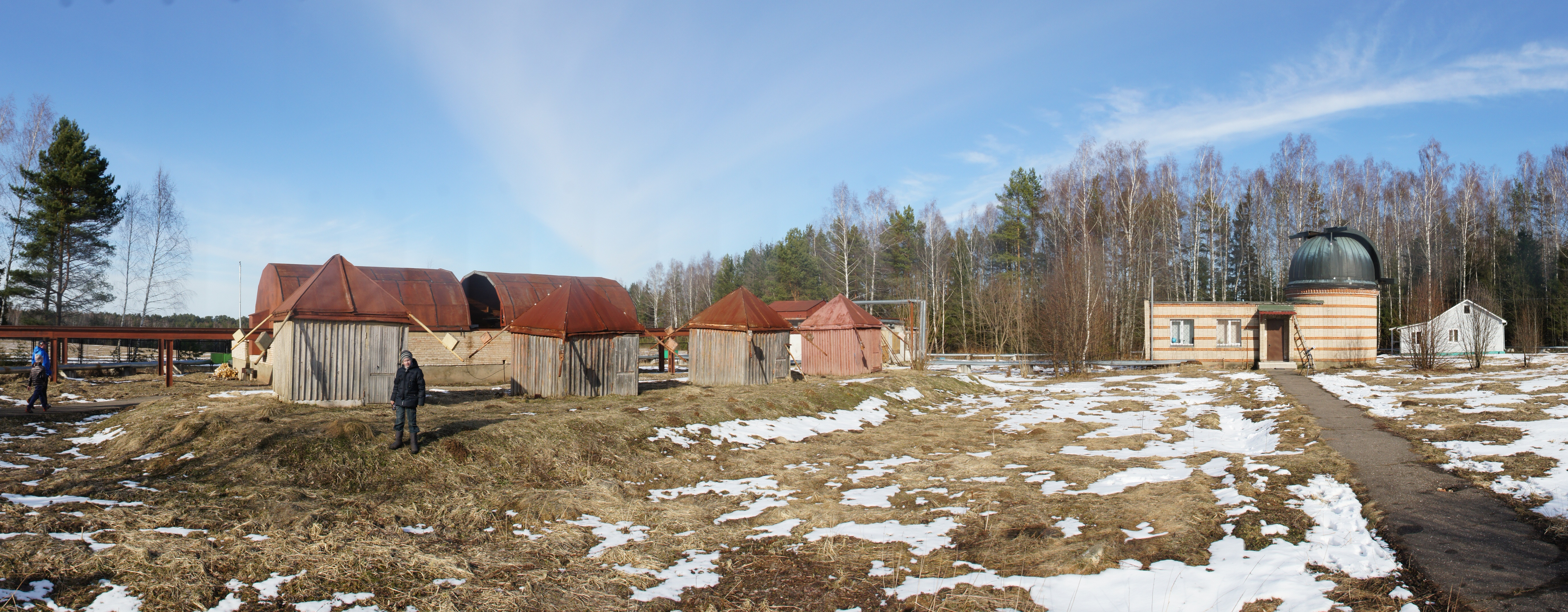
Павильон

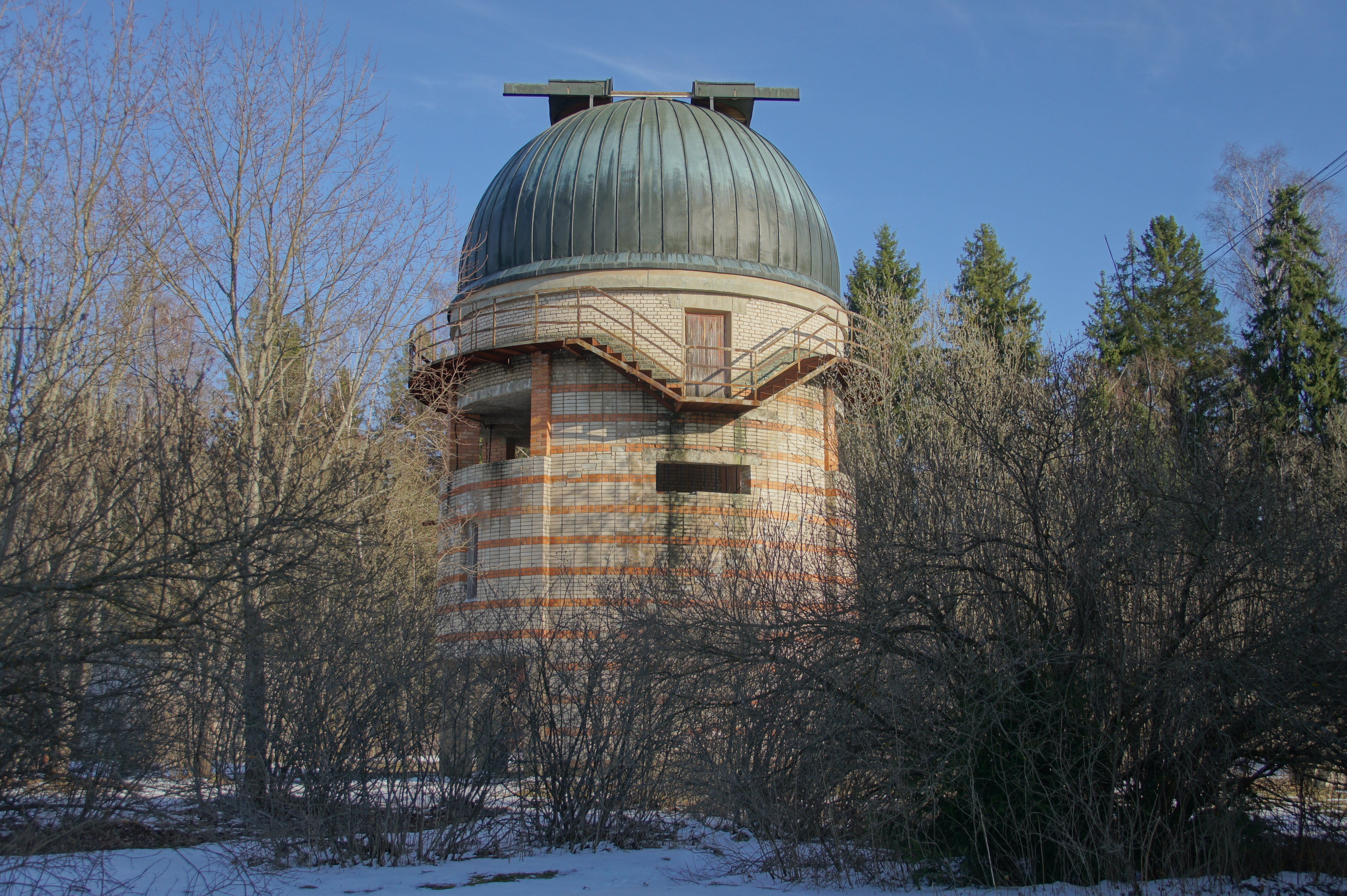
Башня с 8-метровым куполом. Астрограф

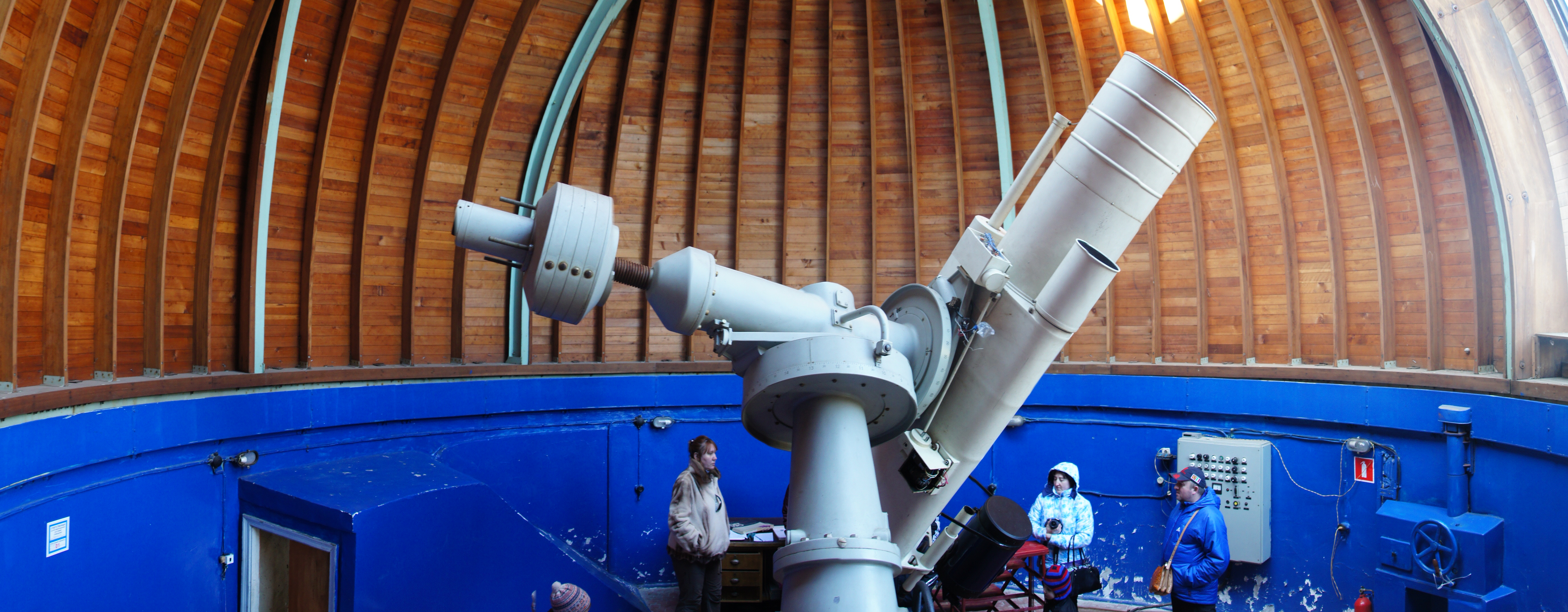
Астрограф Цейс-400

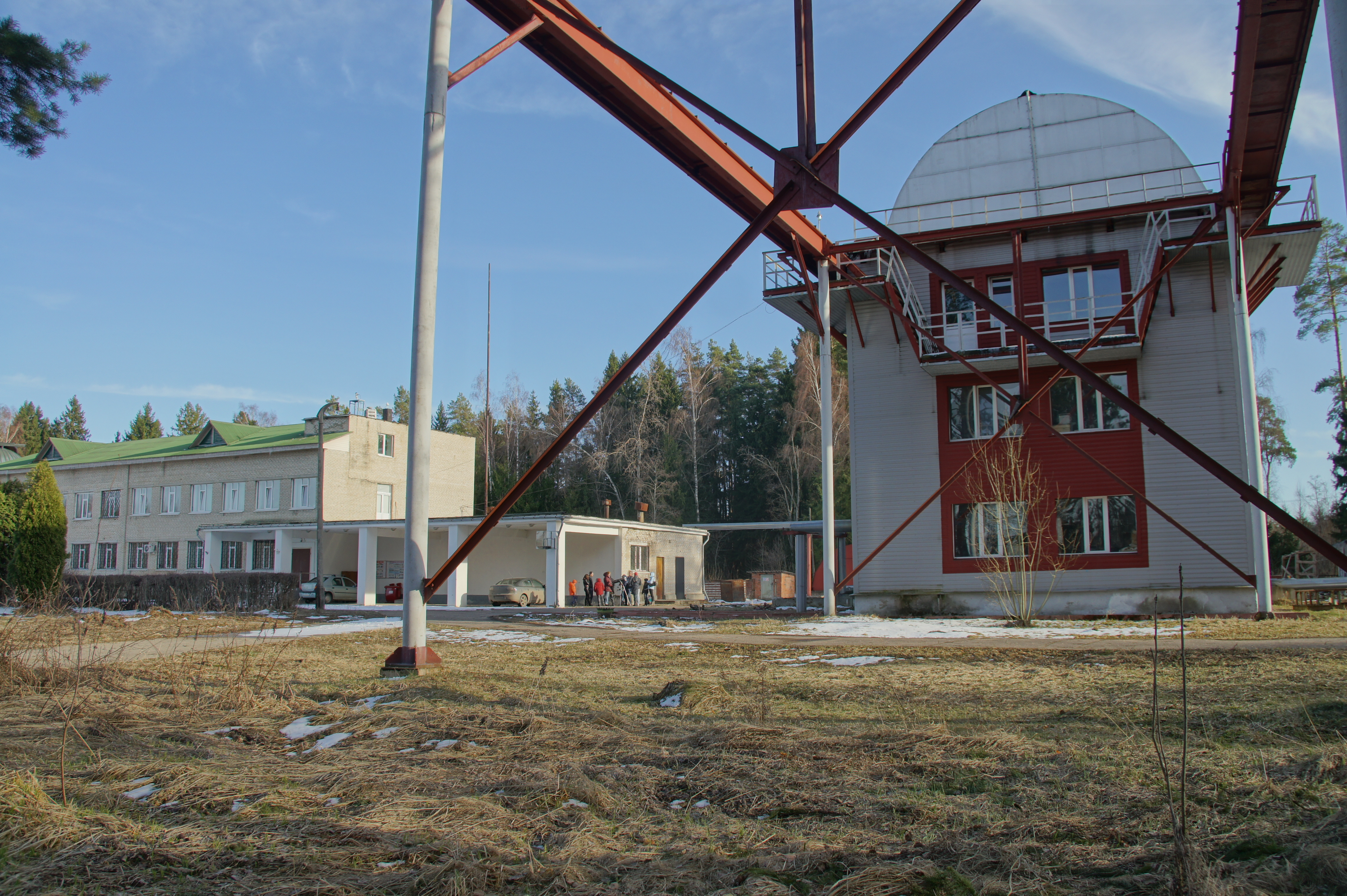
Башня наблюдений ВАУ

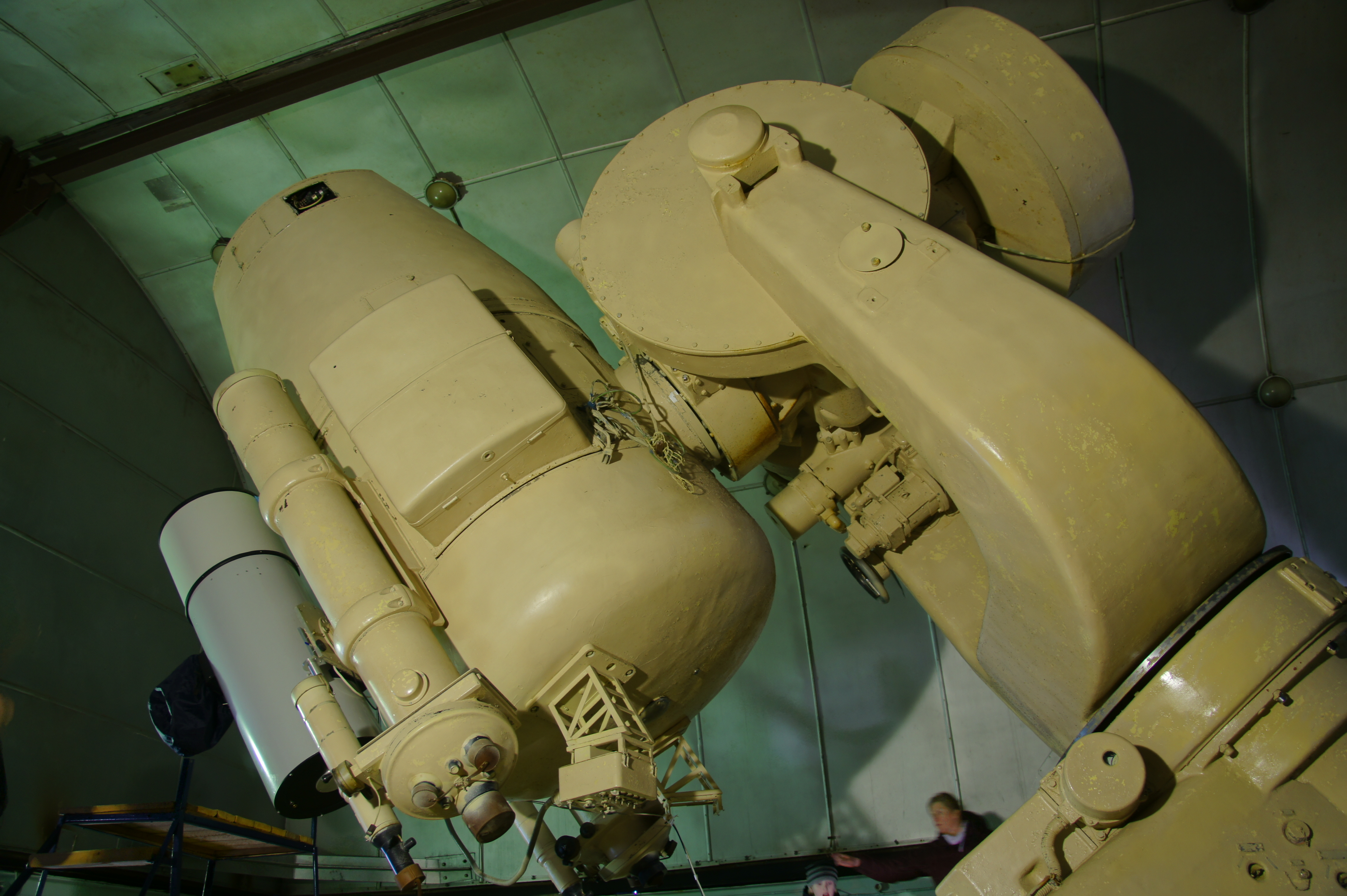
Чугунный телескоп ВАУ

Станция создавалась как экспериментальная база для отработки методик наблюдения ИСЗ, технических решений при конструировании новых приборов, а также для обучения наблюдателей. ЗНБ играла роль вычислительного центра сети наблюдателей ИСЗ, разбросанной по всему Земному шару: сюда поступали все отснятые материалы со станций Астросовета и проходили сложную обработку.
Тематики работ
- ИСЗ (особенно ГСС)
- Атмосфера Земли
- Космическая геодезия
- Исследование формы Земли
- «Космический мусор»
- GPS — глобальная навигационная система
- Образовательная деятельность

## Инструменты обсерватории
Обсерватория располагает следующими инструментами:
- ВАУ (оптическая система: Мениск, D = 500 мм, F = 700 мм)
- Цейс-600 (оптическая система: Кассегрен, D = 600 мм, F = 7200 мм)
- Цейс-400 (астрограф; оптическая система: рефрактор, D = 400 мм, F = 2000 мм; есть доступ учащихся МГДД(Ю)Т)
- АФУ-75 (Автоматическая Фотографическая Камера; D = 210 мм, F = 736 мм)
- LD-1 Лазерный дальномер (1978 год)
- ЛД-3 (Лазерный дальномер; D = 380 мм, F = 350 мм)
- SBG (оптическая система: камера Шмидта, D = 420 мм, F = 770 мм)
- КСТ-50 (Кинотеодолит; D=450 мм, F=3000 мм)
- ФЗТ-2 (Фотографическая зенитная труба; D = 250 мм, F = 3500 мм)
- SNR-8000 (GPS-приёмник)
- 10" MEADE LX5 (оптическая система: Шмидт-Кассегрен, D = 254 мм, F = 2540 мм; принадлежит МГДД(Ю)Т)
- 50-см телескоп системы Гамильтона (D = 500 мм, F = 1250 мм) (изготовил Анатолий Санкович, установлен 19 марта 2009 года) + ПЗС-камера FLI PL09000 (поле зрения 1.65 x 1.65 градуса)

## Заведующие обсерваторией
1. (1957—1992) — А. М. Лозинский
2. (1992—2006) — Н. С. Бахтигараев
3. (2006—н. в.) — С. И. Барабанов

## Обсерватория сегодня
В настоящее время на территории станции имеются:
- лабораторный корпус и ряд подсобных помещений,
- башня ВАУ с откатывающейся крышей,
- башня астрографа Цейс-400,
- павильон, в котором установлены четыре инструмента: две спутниковые камеры, лазерный спутниковый дальномер, фотографическая зенитная труба; две башни с 5-метровыми куполами, в одной из них установлен Цейс-600.

Весной 2009 года на камеру ВАУ был повешен 50-см светосильный телескоп системы Гамильтона с ПЗС-камерой. На нём проводятся обзорные наблюдения «космического мусора» и ИСЗ.

## Адрес обсерватории
Звенигородская обсерватория ИНАСАН,

д. Новошихово, Одинцовский р-н., Московская обл., Россия, 143036.